# Charles Birch
Louis Charles Birch (né le 8 février 1918 à Melbourne – mort le 19 décembre 2009) est un généticien australien spécialisé en démécologie. Il est également un théologien reconnu, ayant écrit sur les thèmes de science et religion. Il a remporté le prix Templeton en 1990.

## Biographie
Birch naît à Melbourne le 8 février 1918. Il est le fils de Harry Birch, un banquier d'origine néozélandaise travaillant pour l'Australia and New Zealand Banking Group, et de Nora Birch, d'origine irlandaise. Il a un frère jumeau, Sidney, et un grand frère, Hugh.
Birch fréquente le Scotch College (en), puis se tourne vers l'agriculture à l'université de Melbourne. Il y obtient un baccalauréat en Agronomie en 1939.
Il travaille ensuite au département d'entomologie de l'université d'Adélaïde, où il obtient un doctorat en 1941. Son superviseur est Herbert Andrewartha.
En 1948, Birch enseigne au département de zoologie de l'université de Sydney.

## Positions religieuses
Comme théologien, Birch adhère à la théologie du process (ou des processus)  inspirée de la théorie de l'organisme d'Alfred North Whitehead, basée sur des positions panenthéistes. Il a collaboré avec John B. Cobb, autre théologien du process, sur le livre The Liberation of Life.
Il reprend à David Ray Griffin la division contemporaine  en trois visions du monde, appelées visions mondernistes (mécaniste), postmoderne déconstructiviste et postmoderne constructive, évoluant lui-même de la première vers la troisième. La première lui parait dépassée, il rejette la deuxième, représentée par des philosophes tels que Martin Heidegger, Jacques Derrida ou Gilles Deleuze qu’il accuse d’avoir déconstruit la métaphysique au point d’extinction et Il défend  un post-modernisme constructif, qui cherche l’unité de la science, de l’éthique, de l’esthétique et de la religion.

## Engagement au sein du Conseil œcuménique des Églises
Membre actif du conseil œcuménique des Églises, Birch fut pendant vingt ans membre de son comité Église et société, chargé de fournir des recommandations sur les questions sociales et politiques suscitées par les sciences.
En 1974, à Bucarest, Birch coorganise une réunion d’un atelier de travail  avec Jørgen Randers, co-auteur du livre The Limits to Growth (Halte à la croissance!) sur le thème des limites de la croissance. Face à l’hostilité des délégués du tiers-monde qui craignaient que les occidentaux les empêchent de se développer, Randers invente l’expression Ecologically sustainable society (Société écologiquement durable). Le conseil popularise l’idée à travers le slogan de société juste, participative et durable.
Ce témoignage suggère un lien direct entre la notion d’état économiquement stable, parfois surnommé croissance zéro du club de Rome et la notion moderne de durabilité (sustainability) dans le contexte écologique.
La nécrologie publiée par le conseil en son honneur mentionne qu’en 1975, lors de l’assemblée de Nairobi, Birch fait une promotion éloquente du concept de durabilité (sustainability). Après une analyse glaçante des menaces pesant sur l’humanité, il défend l’idée d’un dé-développement du monde développé et définit le but à atteindre celui d’une société juste et durable, nécessitant un changement profond de notre relation à la nature.

## Personnalités l'ayant influencé
Dans ses mémoires, Birch revendique les influences suivantes :

### Biologistes évolutionnaires
Theodosius Dobzhansky
J.B.S. Haldane
Conrad H. Waddington
Sewall Wright
Wilfred E. Agar

### Écologistes animaliers
Charles Elton
Herbert George Andrewartha
Thomas Park
Paul and Anna Ehrlich

### Environmental ethicists
John B. Cobb
David Griffin

### Philosophes des religions
Harry Emerson Fosdick (d)
Charles Hartsthorne
Paul Tillich
Daniel Day Williams
Reinhold Niebuhr

### Science et religions
Carl von Weizsäcker
Margaret Mead
John Habgood
Ian Barbour

## Œuvres
- (en) The Distribution and Abundance of Animals, avec H. G. Andrewartha. University of Chicago Press, 1954
- (en) Nature and God, SCM Press, 1965
- (en) Confronting the Future: Australia and the world: the next hundred years, Penguin Books, 1975 (2e édition 1993)  (ISBN 0-14-021937-4)
- (en) Genetics and the Quality of Life, avec Paul Abrecht. Pergamon Press, 1975.  (ISBN 0-08-018210-0)
- (en) Another Australia in a Just and Sustainable Global Society: An Address University of Newcastle, 1976.
- (en) The Liberation of Life: From the Cell to the Community, avec John B. Cobb Jr., Cambridge University Press, 1981.  (ISBN 0-521-23787-4)
- (en) The Ecological Web: more on the distribution and abundance of animals, avec H. G. Andrewartha. University of Chicago Press, 1984.  (ISBN 0-226-02033-9)
- (en) Liberating Life: Contemporary Approaches to Ecological Theory, Orbis, 1990  (ISBN 0-88344-689-8)
- (en) On Purpose, UNSW Press, 1990.  (ISBN 0-86840-371-7) (published in the USA as A Purpose for Everything: Religion in a Postmodern World View, Twentythird Publications, 1990.  (ISBN 0-89622-453-8))
- (en) Regaining Compassion for Humanity and Nature, UNSW Press, 1993.  (ISBN 0-86840-213-3)
- (en) Feelings, UNSW Press, 1995.  (ISBN 0-86840-151-X)
- (en) Living With the Animals: The Community of God's Creatures, avec Lukas Vischer. Risk Book Series, World Council of Churches, 1996.  (ISBN 2-8254-1227-9)
- (en) Biology and the Riddle of Life, co-publié par UNSW Press (Australie), 1999.  (ISBN 0-86840-785-2)
- (en) Life and Work: Challenging Economic Man, avec David Paul. UNSW Press, 2003.  (ISBN 0-86840-670-8)
- (en) Science and Soul, co-publié par UNSW Press (Australie), 2007 et Templeton Foundation Press (USA), 2008.  (ISBN 978-0-86840-958-0)